# Landesgartenschau Orlaregion 2028
Die Landesgartenschau Orlaregion 2028 ist die 6. Landesgartenschau in Thüringen.
Die Landesgartenschau wird im Jahr 2028 in der thüringischen Orlaregion (mit den Städten Pößneck, Neustadt an der Orla und Triptis) im Saale-Orla-Kreis unter dem Motto „Zusammen.Wachsen“ stattfinden.
Im Herbst 2023 wurde das Büro Station C23 (Langner und Rudolph) aus Leipzig mit der Planung beauftragt. Die Landschaftsarchitekten haben bereits mit der Landesgartenschau Oelsnitz/Erzgeb. 2015 und der Landesgartenschau Torgau 2022 Erfahrung sammeln können.